# Integrifoliaklematisar
Integrifoliaklematisar (Clematis Integrifolia-gruppen) är en grupp i familjen ranunkelväxter. Selektioner av och hybrider med helbladig klematis (C. integrifolia). De odlas som perenna örter och klipps ner varje vår.

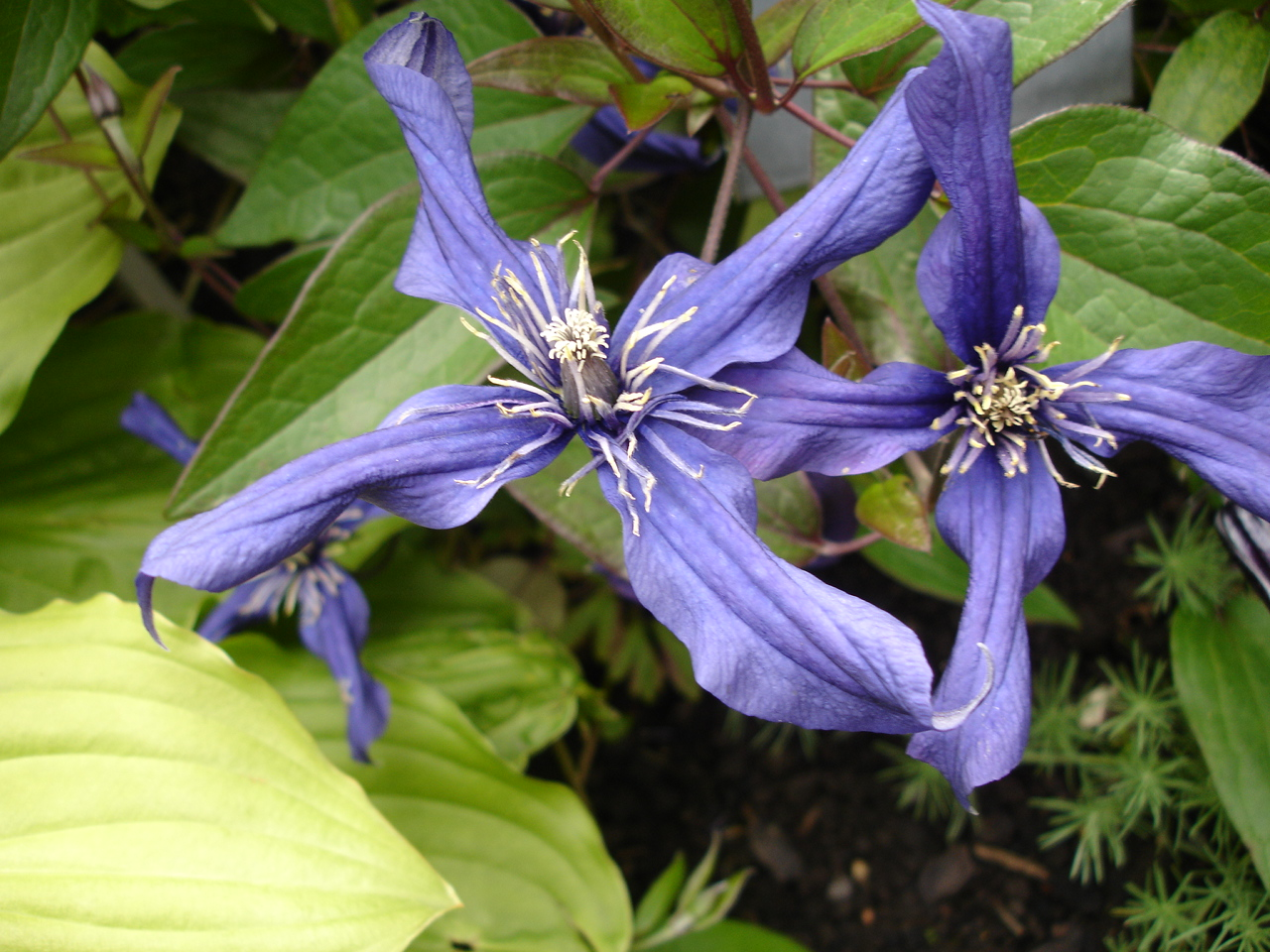
'Evisix', PETIT FAUCON (Raymond Evison 1989)